# 珍魂歌
『珍魂歌』（ちんこんか）は、DJ OZMAのシングル。

## 概要
- 『MASURAO』以来、3年振りのシングル。初回限定盤は「珍魂歌」のPVとメイキングが収録されたDVD付き。氣志團のシングル『MY WAY』と同時発売。
- PVでは、恵比寿マスカッツの麻美ゆま、小川あさ美、川村えな、栗山夢衣、佐山愛、西野翔、山口愛実がバックダンサーで出演している。

## 収録曲
1. 珍魂歌
日本テレビ系「ハッピーMusic」12月POWER PLAY。
2. 珍魂歌（Instrumental）